# Zizhou Chuji
Zizhou Chuji (chiń. 淄州處寂; pinyin Zīzhōu Chùjì; kor. 치주처적 Ch’iju Ch'ŏjŏk; jap. Shishū Shojaku; ur. 648 lub 669, zm. 734 lub 736) – mistrz chan ze szkoły „jingzhong”, wliczany także do linii przekazu szkoły „baotang”.

## Życiorys
Pochodził z dystryktu Foucheng w Mianzhou. Jego rodzinne nazwisko to Tang i sam Chuji mówił o sobie „mnich Tang”. Jego rodzina od wielu pokoleń była konfucjańska. Chuji studiował klasykę konfucjańską. Gdy miał 10 lat zmarł jego ojciec. Miał podobno prawie 7 stóp wysokości.
Wiadomo, że został zaproszony na dwór cesarski jednak po jakimś czasie udał się do klasztoru Dechun w Syczuanie, gdzie nauczał przez 20 lat. Zachowały się świadectwa, że jego nauki zawierały elementy nauk Czystej Krainy.
4 miesiąca 24 roku okresu kaiyuan, czyli w roku 736, posłał w tajemnicy swojego służącego Wanga Huanga z wezwaniem do Jingzhonga Wuxianga z Korei. Po jego przybyciu wręczył mu szatę kaśaja i powiedział: „Ta szata jest szatą weryfikacji patriarchalnego mistrza Bodhidharmy. Zetian przekazała ją czcigodnemu Shenowi, czcigodny Shen dał ją mnie, a ja z kolei wręczam ja tobie. Musisz uważać na siebie. Idź i znajdź dobrą górę i zostań tam”. Nauki Wuxianga przewyższyły później nauki nauczyciela.
Jeden z jego uczniów – Chengyuan – został później wybitnym nauczycielem Szkoły Czystej Krainy.
27 dnia piątego miesiąca 736 roku powiedział swoim mnichom „Nie pozostanę długo” i około północy zmarł nagle w pozycji siedzącej.

## Linia przekazu Dharmy zen
Pierwsza liczba oznacza liczbę pokoleń mistrzów od 1 Patriarchy indyjskiego Mahakaśjapy.
Druga liczba oznacza liczbę pokoleń od 28/1 Bodhidharmy, 28 Patriarchy Indii i 1 Patriarchy Chin.
Trzecia liczba oznacza początek nowej linii przekazu w danym kraju.
- 28/1. Bodhidharma (zm. 543?)
  - 29/2. Sengfu pierwszy uczeń Bodhidharmy
  - 29/2. Daoyu
  - 29/2. Zongchi (Dharani) (mniszka)
  - 29/2. Dazu Huike (487–594)
    - 30/3. Baoyue mistrz chan
    - 30/3. Sengna (bd)
    - 30/3. Xiang (bd) świecki
    - 30/3. Huiman
      - 31/4/1. Dōshō (628–670) wprowadził zen do Japonii (linia przekazu nie przetrwała)

    - 30/3. Huaxian świecki
    - 30/3. Jianzhi Sengcan (zm. 606)
      - 31/4/1. Vinītaruci (zm. 594) przeniósł nauki chan do Wietnamu; szkoła vinītaruci
      - 31/4. Dayi Daoxin (579–651)
        - 32/5. Huangmei Lang mistrz chan
        - 32/5. Jingzhou Faxian
        - 32/5. Shuzhou Fazang
        - 32/5. Fajing
        - 32/5. Niutou Farong (594–657) szkoła niutouzong
        - 32/5/1. Pŏmnang Korea – wprowadzenie chanu (kor. sŏn)
        - 32/5. Daman Hongren (601–674)
          - 33/6. Yuquan Shenxiu (606–706)(także Datong) szkoła północna stopniowego oświecenia.
          - 33/6. Zizhou Zhishen (609–702) szkoła Jingzhong
            - 34/7. Zizhou Chuji (669–736)
              - 35/8. Chengyuan (712–802)
                - 36/9. Fazhao (zm. 820?)

              - 35/8. Jingzhong Wuxiang (684–762) koreański mistrz chan Kim Musang działający w Chinach. Szkoła jingzhong
                - 36/9. Jingzhong Shenhui (720–794)
                - 36/9. Baotang Wuzhu (714–774) szkoła baotang

          - 33/6. Lao’an Hui’an[b] (580–707) szkoła laomu an heshang
          - 33/6. Daoming (bd) (także Huiming)
          - 33/6. Dajian Huineng (638–713)